# Kalkum (Adelsgeschlecht)

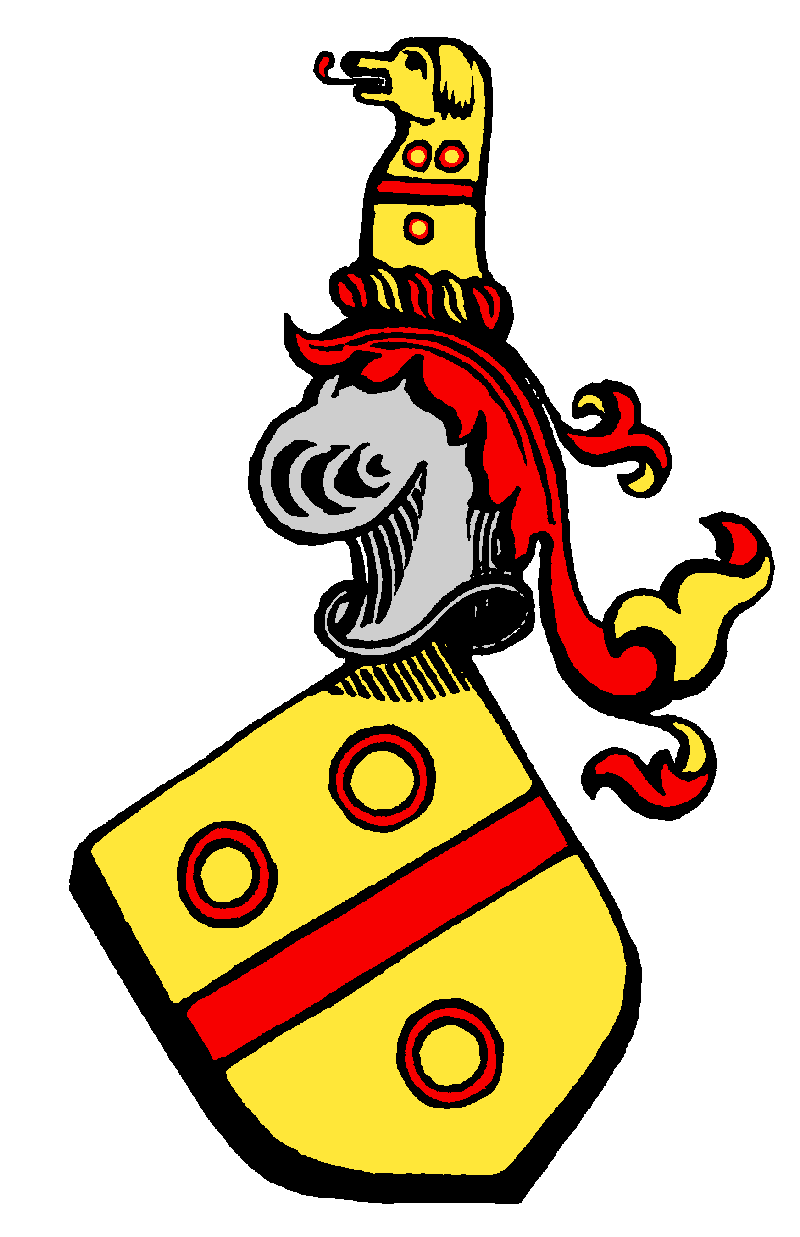
Stammwappen derer von Kalkum

Kalkum (in alten Quellen auch Calichem, Caylchem, Calgheim, Calcum oder ähnlich) ist der Name eines rheinländischen Adelsgeschlechts, das sich nach seinem ehemaligen Stammsitz, der Burg Kalkum (später Schloss Kalkum) im Düsseldorfer Stadtteil Kalkum nennt.

## Geschichte
Die früheste urkundliche Erwähnung der Familie stammt aus dem Jahr 1176. In einer Urkunde der Gräfin Hildegund von Meer, die dem Kloster Meer 60 Morgen Land schenkt, wird ein Ministeriale namens Willelmus de Calechheim erwähnt. Vermutlich waren die Herren von Kalkum bereits zu diesem Zeitpunkt Ministeriale des Stifts Gandersheim, das nach der von 1216 bis 1218 durch Eberhard von Gandersheim geschaffenen Reimchronik schon 892 einen in Kalkhem gelegenen Königshof vom späteren Kaiser Arnolf von Kärnten geschenkt bekam (Noch gaf de könnich to Gandersem einen riken hof, de is geheten Kalkhem; unde sin bi deme Rine belegen.) Eine frühe Ministerialentätigkeit der Herren von Kalkum für das Stift Gandersheim wird jedenfalls durch eine spätere Quelle belegt. So belehnte die Gandersheimer Äbtissin Margareta I. von Plesse im Jahr 1265 Ritter Hermann von Kalkum, ihren Kalkumer Vogt Heinrich von Kalkum und dessen Söhne Dietrich, Adolf, Anton und Arnold von Kalkum „in Anbetracht der von ihnen und ihren Vorfahren der Abtei geleisteten und zu leistenden Dienste“ mit dem bei Kalkum gelegenen, Vorst genannten Hain zu Erbrecht. Ende des 14. / Anfang des 15. Jahrhunderts waren die Herren von Kalkum namensgebende Hauptbeteiligte der Kalkumer Fehde.

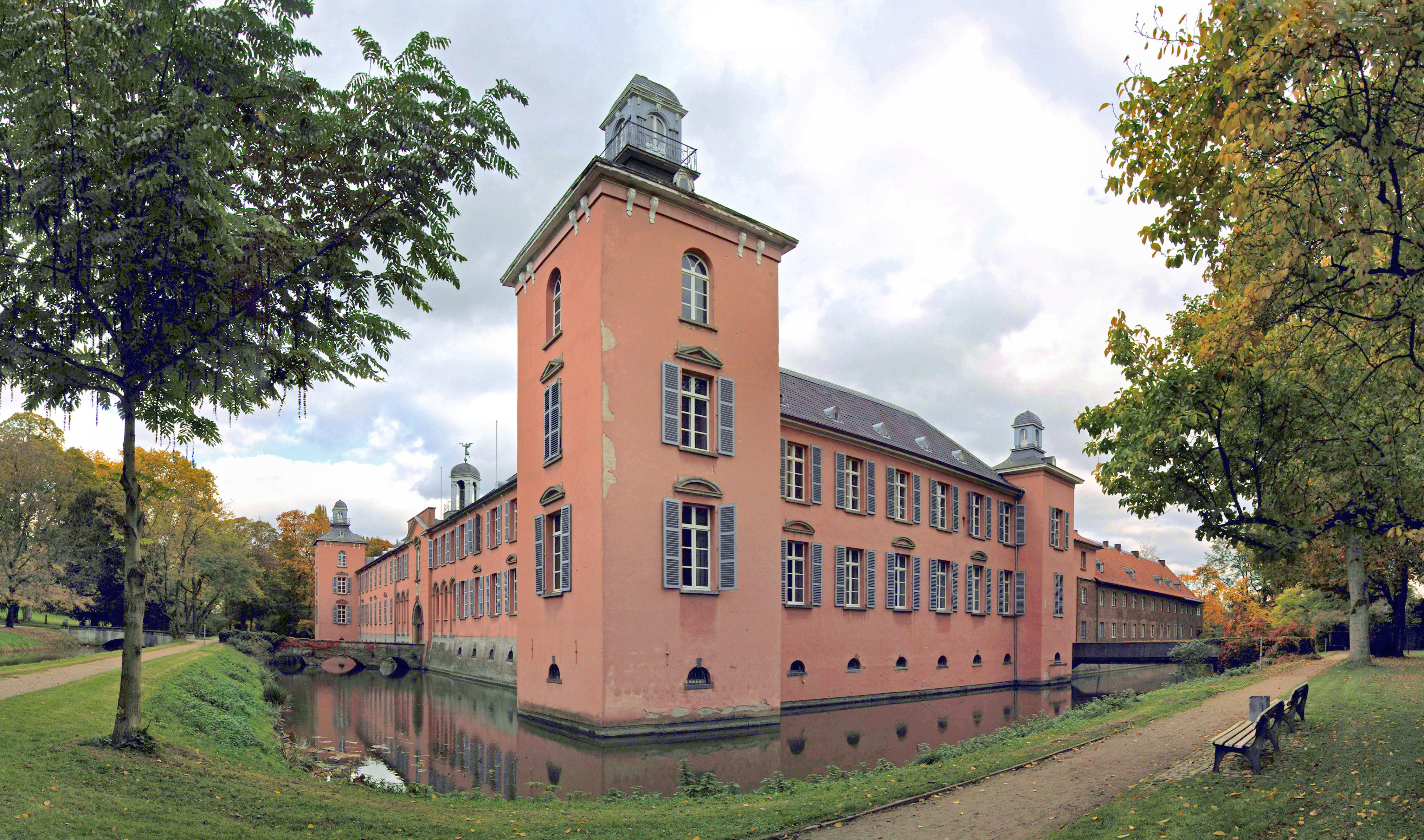
Schloss Kalkum

Im Laufe der Zeit treten verschiedene Familienlinien auf, die sich im Beinamen nach ihren jeweiligen Sitzen nannten. Folgende Beinamen (mit und ohne Nennung des Hauptnamens der Familie) sind urkundlich überliefert:
- Leuchtmar (auch Luchtmar oder ähnlich) nach Haus Leuchtenberg im Düsseldorfer Stadtteil Lohausen
- Lohausen (auch Lohusen, Losen oder ähnlich) nach Haus Lohausen im Düsseldorfer Stadtteil Lohausen
- Renbruggen (auch Rembruggen, Rintbruggen oder ähnlich (= Rinderbrücke)) nach Haus Remberg im heutigen Duisburger Stadtteil Huckingen
- Rheinheim (auch Rhinhem, Rinem oder ähnlich) nach dem abgegangenen Haus Rheinheim in Rheinheim im heutigen Duisburger Stadtteil Mündelheim

Die genauen verwandtschaftlichen Beziehungen bzw. Abstammungen zwischen den verschiedenen Linien sind bis heute nur zum Teil bekannt. Die Herren von Kalkum zu Remberg (Renbruggen) sind demnach eine sieben Generationen lange Seitenlinie der Herren von Kalkum genannt Lohausen. Unbekannt bleibt dagegen, wie die Linien zu Leuchtenberg und Rheinheim in Verbindung zur Hauptlinie zu Haus Kalkum oder zur Linie Lohausen-Remberg stehen.
Neben den genannten Häusern besaßen die Herren von Kalkum u. a. auch Haus Böckum, Haus Bilkrath und Haus Schlickum (Glehn).

## Wappen
Das Stammwappen derer von Kalkum zeigt in Gold einen roten Balken. Über dem Balken zwei, unter dem Balken ein roter Ring. Auf dem Helm mit gold-roter Decke ein goldener Brackenkopf mit Halsband wie das Schild.
In Abwandlung des Stammwappens verwendeten verschiedene Mitglieder der Familie auch ein Wappen, das anstatt der Ringe (2:1) Sterne (2:1) zeigte.

## Bekannte Familienmitglieder
- Hermann von Kalkum, 1312–1317 Amtmann im Amt Angermund
- Agnes von Rheinheim, 1344 Äbtissin des Zisterzienserinnenklosters Saarn
- Peter von Kalkum, 1355–1360, 1362 Amtmann im Amt Beyenburg
- Dietrich von Leuchtmar, 1358–1364 Amtmann im Amt Angermund
- Arnold von Kalkum zu Haus Remberg, 1392, 1399 und 1404 Amtmann im Amt Angermund
- Heinrich Rombliaen von Leuchtmar, 1398 und 1400 Amtmann im Amt Angermund
- Wilhelm von Kalkum, 1407–1408 Amtmann im Amt Angermund
- Wilhelm von Calcum (1584–1640), schwedisch-mecklenburgischer Generalmajor und Kommandant von Rostock
- Elisabeth Margarete von Kalkum († 1600), 1584–1600 Äbtissin des Klosters Saarn
- Gerhard Romilian von Kalcheim (1589–1644), deutscher Jurist und Diplomat
- Johann Friedrich von Kalkum genannt Leuchtmar († nach 1640), brandenburgischer Hofmarschall, Hofmeister des Kurprinzen Friedrich Wilhelm, Prinzenerzieher[7]